# Gmina Kościoła Jezusa Chrystusa Świętych w Dniach Ostatnich w Poznaniu
Gmina Kościoła Jezusa Chrystusa Świętych w Dniach Ostatnich w Poznaniu – gmina mormońska działająca w Poznaniu, należąca do polskiego warszawskiego dystryktu Kościoła Jezusa Chrystusa Świętych w Dniach Ostatnich.
Siedziba gminy mieści się przy ul. Jana Kochanowskiego 17A 2/3. Raz w tygodniu, w niedzielę o 10, odbywają się dwa nabożeństwa: spotkanie sakramentalne oraz szkoła niedzielna.